# Каломельний електрод

Структура каломельного електрода.

Каломельний електрод — електрод, що використовується як електрод порівняння в гальванічних елементах. Каломельний електрод складається з платинового дроту, зануреного в краплю ртуті, поміщеної в насичений каломеллю розчин хлориду калію певної концентрації. Схематично його записують наступним чином: Pt|Hg|Hg2Cl2|Cl−.

## Потенціал каломельного електрода
Рівняння окисно-відновного процесу, що протікає в каломельному електроді, має вигляд:
{\displaystyle {\text{Hg}}_{2}^{2+}+2{\text{e}}^{-}\rightleftarrows 2{\text{Hg}}^{0}}
Рівняння Нернста для нього може бути записано таким чином:
{\displaystyle E=E_{{\text{Hg}}_{2}^{2+}/{\text{Hg}}}^{0}+{\frac {RT}{2F}}\ln {a_{{\text{Hg}}_{2}^{2+}}}}
Тут {\displaystyle ~E_{0}} - стандартний електродний потенціал процесу, {\displaystyle ~a_{Hg}} - активність іонів Hg+ в розчині. Оскільки каломель є малорозчинною сполукою, активність іонів Hg+ пов'язана з активністю хлорид-іонів через величину добутку розчинності Ksp:
{\displaystyle {\text{Hg}}_{2}^{2+}+2{\text{Cl}}^{-}\rightleftarrows {\text{Hg}}_{2}{\text{Cl}}_{2}{\text{(s)}},\qquad K_{\text{sp}}=a_{{\text{Hg}}_{2}^{2+}}a_{{\text{Cl}}^{-}}^{2}}
З урахуванням цього рівняння Нернста матиме вигляд:
{\displaystyle E=E_{{\text{Hg}}_{2}^{2+}/{\text{Hg}}}^{0}+{\frac {RT}{2F}}\ln K_{\text{sp}}-{\frac {RT}{2F}}\ln a_{{\text{Cl}}^{-}}^{2}}
Потенціал каломельного електрода залежить, таким чином, тільки від температури та активності хлорид-іонів. На практиці звичайно використовується насичений розчин KCl; в цьому випадку потенціал насиченого каломельного електрода залежить тільки від температури і становить 0,2412 В за 25 °C.
Перевагою насичених каломельних електродів є хороша відтворюваність потенціалу. Працездатні за температур до 80 °C; за вищих температур починається розкладання каломелі. Зважаючи на токсичність ртуті, що міститься в каломельних електродах, нині вони застосовуються порівняно рідко.